# Gamefaqs
Gamefaqs, stavat GameFAQs, är en webbplats där man bland annat kan läsa FAQs och genomgångar till TV-spel och få tag på datorspelsfusk. Sidan skapades under namnet "Video Game FAQ Archive" den 5 november 1995 av Jeff "CJayC" Veasey bytte i slutet på 1996 namn till Gamefaqs.